# Enrico di Gmünd
Heinrich Parler von Gmünd il Giovane (Schwäbisch Gmünd, 1360 circa – ...) è stato un architetto tedesco.
Fu membro della prestigiosa famiglia dei Parler, originaria di Schwäbisch Gmünd, ai membri della quale si devono molte importanti fabbriche del Gotico internazionale in Europa, quali il duomo di Colonia, la cattedrale di Ulm, la Frauenkirche di Norimberga, la Cattedrale di Praga, la Cattedrale di Strasburgo, Santo Stefano a Vienna.

## Biografia
Parler era probabilmente della stessa generazione dei figli di Peter Parler, Wenzel e Giovanni, di cui era cugino; nacque probabilmente a Schwäbisch Gmünd, dove anche si formò; però, a quanto pare, la sua impronta artistica sostanzialmente si costituì nel cantiere di Praga diretto da Peter Parler. 
Quando fu grande abbastanza da avere una sua propria attività, gli fu assegnata, nell'aprile 1387, la direzione del cantiere della cattedrale di Ulm, che era già stato in precedenza diretto dai Parler.
Nel 1391, lasciò Ulm, perché aveva ottenuto un incarico per la Fabbrica del Duomo di Milano; in questo incarico risultò però più efficiente un altro caposquadra tedesco e nel maggio 1392 fu nuovamente licenziato. 
In seguito le sue tracce si persero nel nord Italia.
A Milano era conosciuto come "Magister Henricus de Ulma", "Enricus da Gamondia", "Henricus de Gamundia" o "Enrico da Gamodia". Del suo periodo milanese non è restato nulla, cosicché sono note solamente le attività da lui svolte a Ulm: sotto la sua direzione fu edificata la navata centrale dalla quinta all'ottava campata (poi restaurate da Ulrich Ensingen), realizzandovi opere scultoree di elevata qualità.
In particolare, ciò è dimostrato dalle figure espressive del Timpano della Genesi del Portone Occidentale e dalla Figura del Console del cosiddetto "maestro del punteruolo", un dipendente apparentemente dotato di molto talento. Da un lato essi sono strettamente correlati al busto del museo Schnütgen di Colonia, dall'altro con la scultura coeva di Praga.
Dall'attività di Parler emerge quanto fossero strette le relazioni familiari e artistiche con gli altri membri della famiglia.